# Bailièvre
Bailièvre is een dorp in de Belgische provincie Henegouwen en een deelgemeente van de Waalse stad Chimay.
Bailièvre was een zelfstandige gemeente tot die bij de gemeentelijke herindeling van 1977 toegevoegd werd aan de gemeente Chimay.

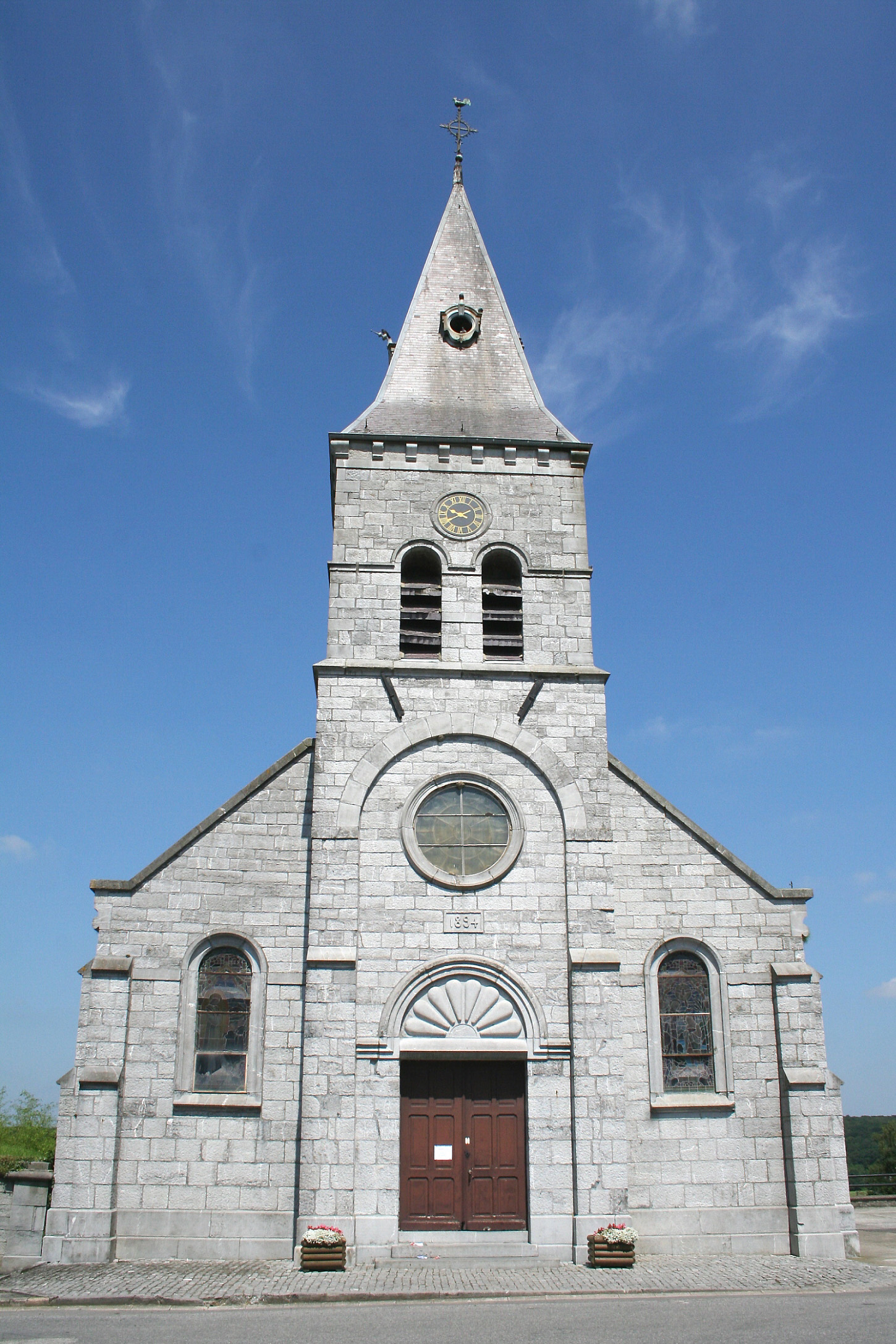
Bailièvre, de kerk (1834).

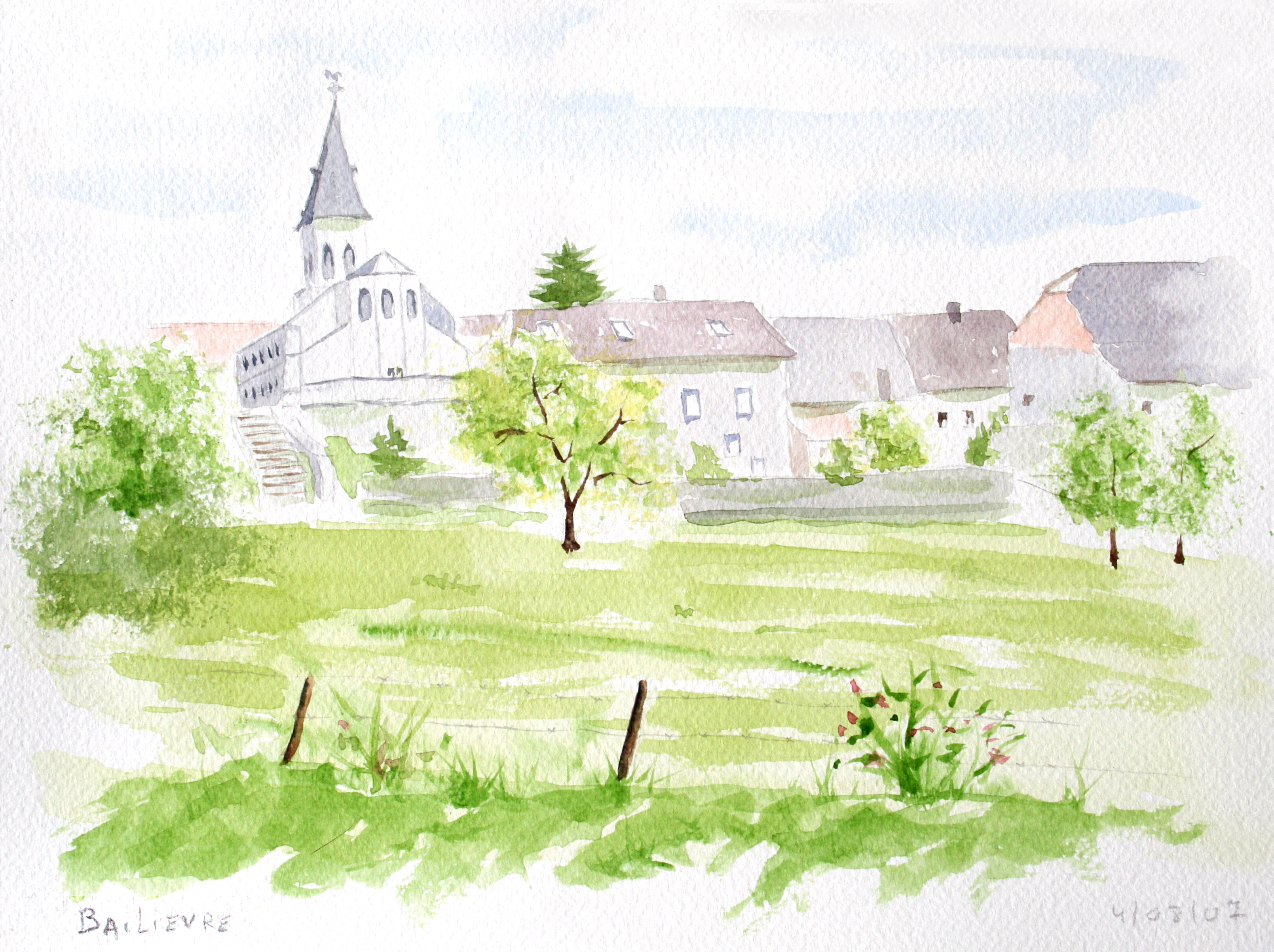
De kerkwijk.

## Demografische ontwikkeling
- Bron: NIS; Opm:1831 t/m 1970=volkstellingen; 1976=inwoneraantal op 31 december